# Митрофан
Митрофа́н (греч. Μητροφάνης) — мужское имя греческого происхождения («матерью явленный», «подобный своей матери»).
В России было преимущественно крестьянским и почти вышло из употребления к концу XIX века. В настоящее время используется практически исключительно как монашеское.
От имени Митрофан могли произойти русские фамилии Митрофанов, Митрофаньев, Митрошин, Митрошкин, Митрохин и Митрофаненко.
После выхода комедии Дениса Ивановича Фонвизина «Недоросль» это имя, как и производное от него «Митрофанушка», стало нарицательным для обозначения недалёкого, ленивого, неспособного к обучению подростка.

## Известные носители в XXI веке
- Митрофан Иванович Неделин (1902—1960);
- Митрофан Иванович Зинькович (1900—1943);
- Митрофан Иванович Москаленко (1896—1966);
- Митрофан Иванович Ковалёв (1922—2002);
- Митрофан Петрович Краснолуцкий (1906—1987);
- Митрофан Петрович Листопадов (1928—2014).